# Saint-Jean-de-Liversay
Saint-Jean-de-Liversay är en kommun i departementet Charente-Maritime i regionen Nouvelle-Aquitaine i västra Frankrike. Kommunen ligger  i kantonen Courçon som ligger i arrondissementet La Rochelle. År 2022 hade Saint-Jean-de-Liversay 3 050 invånare.

## Befolkningsutveckling
Antalet invånare i kommunen Saint-Jean-de-Liversay
Referens:INSEE